# Aqua Wing Arena
Aqua Wing Arena je krytý plavecký stadion v japonském Naganu. Objekt se nachází v naganské čtvrti Jošida a je součástí tamního „Nagano Sports Park“, který se rozkládá ve vzdálenosti pěti kilometrů severovýchodním směrem od tamní železniční stanice. Hala byla vybudována jako jeden ze dvou stadionů, na němž se během zimních olympijských her, které se v Naganu konaly v roce 1998, uskutečnily zápasy turnaje v ledním hokeji, a to jak mužského, tak i ženského. Druhý stadion, v němž se hokejová utkání tehdy hrála, hala The Big Hat, se odtud nachází ve vzdálenosti přibližně 5,3 kilometru jihozápadním směrem. Název objektu – Aqua Wing Arena – odkazoval k podobnosti stavby s vodním křídlem, jež upomínalo na zde působící povětří a vody. Čeští hokejisté odehráli v hale v rámci turnaje jediné utkání, a sice svůj úvodní zápas s Finskem, ve kterém uspěli v poměru 3:0.
Objekt byl vybudován v místech, kde se předtím nacházel venkovní veřejný bazén. Již při plánování haly měli její architekti a konstruktéři zadání, že se stavba po skončení her opětovně přebuduje na plavecký stadion. Během plánování proto navrhli stavbu s posunovací střechou, aby hala po svém přestavění umožňovala přístup slunečním paprskům během letní plavecké sezóny. Před zahájením stavby se dne 12. října 1995 konala bohoslužba, v níž se shromáždění přimlouvali za bezproblémové dokončení výstavby tohoto sportovního stánku, a po ní se začalo s jeho vlastním budováním. Hala byla dokončena jako poslední z novostaveb vystavěných pro olympijská klání, a to během září 1997. Po skončení her prošel stadion rekonstrukcí, během níž zmizela tamní ledová plocha, kterou nahradil bazén v délce padesáti metrů, další o délce dvaceti pěti metrů a ještě jeden pro výcvik potápěčů. Současně došlo ke snížení kapacity stadionu, kdy během olympijského turnaje se do hlediště vešlo šest tisíc diváků, ale do plavecké haly může na závody dorazit nejvýše dva tisíce přihlížejících. Stavební úpravy sportovního stánku skončily v roce 1999.
Olympijská utkání v hale navštívilo celkem 113 412 diváků, což z ní činí čtvrté nejnavštěvovanější místo.